# Gornji Sjeničak
 Gornji Sjeničak  falu Horvátországban, a Károlyváros megyében. Közigazgatásilag Károlyvároshoz tartozik.

## Fekvése
Károlyvárostól 22 km-re délkeletre a község délkelti részén, az ún. Kordun területén fekszik.

## Története
A település neve Steničnjak középkori várának elnevezéséből ered. Steničnjak várát a 12. század elején emelték a Tršac-patak feletti magaslaton, első írásos említése 1299-ben történt. Birtokosai a Cillei, a Frangepán, az Egervári, a Kanizsai, végül a Draskovich családok voltak. Az ország egyik legrégibb vára volt, mely a 17. században a török elleni harcokban pusztult el. Helyét a nép Roknić gradinának nevezi. A 17. század végén a steničnjaki birtokra a katonai határőrvidékről vlach telepesek érkeztek. Ekkor változott a számukra nehezen kimondható Steničnjak név a máig fennmaradt Sjeničakra. Sjeničak 1783-tól 1941-ig Banija területéhez, attól fogva Kordunhoz tartozott. Első iskolája 1868-ban nyílt meg.
A településnek 1857-ben 1187, 1910-ben 1489 lakosa volt. A trianoni békeszerződésig Zágráb vármegye Vrginmosti járásához tartozott. 2011-ben 152-en lakták.

## Lakosság
| Lakosság változása | Lakosság változása | Lakosság változása | Lakosság változása | Lakosság változása | Lakosság változása | Lakosság változása | Lakosság változása | Lakosság változása | Lakosság változása | Lakosság változása | Lakosság változása | Lakosság változása | Lakosság változása | Lakosság változása | Lakosság változása |
| ------------------ | ------------------ | ------------------ | ------------------ | ------------------ | ------------------ | ------------------ | ------------------ | ------------------ | ------------------ | ------------------ | ------------------ | ------------------ | ------------------ | ------------------ | ------------------ |
| 1857               | 1869               | 1880               | 1890               | 1900               | 1910               | 1921               | 1931               | 1948               | 1953               | 1961               | 1971               | 1981               | 1991               | 2001               | 2011               |
| 1187               | 1246               | 1184               | 1393               | 1434               | 1489               | 1457               | 1647               | 1229               | 1285               | 1197               | 1062               | 790                | 681                | 146                | 152                |